# Laila Reppen
Laila Reppen, född den 9 juni 1952, är en svensk arkitekt och författare.
Laila Reppen är arkitekt SAR/MSA och har givit ut böcker om arkitektur.
Hon undervisar inom arkitektur och samhällsplanering för eftergymnasiala utbildningar. Under perioden 1975–1992 var hon anställd vid stadsbyggnadskontoret i Stockholm. Reppen är ledamot i Skönhetsrådet där hon representerar Vetenskapsakademiens miljövårdskommitté.
Hon belönades år 2000 med Olle Engkvist-medaljen för sitt författarskap.